# Шуйський Іван Петрович
Шуйський Іван Петрович (помер в 1588 році) — військовий і державний діяч, син героя Лівонської війни Петра Івановича Шуйського.
Взимку 1562/63 згаданий в свиті царя в його поході на Полоцьк. Після взяття міста очолив залишений в ньому гарнізон. У 1566 — учасник Земського собору з приводу продовження війни з Польщею. Був учасником багатьох походів, воєводою в Каширі і Серпухові. Під час навали на Москву 120-тисячного кримсько-турецького війська під проводом хана Девлет-Гірея в 1572 році командував сторожовим полком «дітей боярських» в переможній Битві при Молодях.
З 1577 року — боярин.
У 1573, 1577, 1580—1584, 1585—1586 — намісник і воєвода у Пскові. Особисто керував обороною Пскова в 1581 році, під час облоги його польським королем Стефаном Баторієм. Після зняття облоги ще два роки був у Пскові, потім переїхав до Москви і був введений Іваном Грозним до складу регентської ради, утвореної для ведення справ при недоумкуватому спадкоємці — Федорі Івановичі.